# Хорнер, Флоренс Салли
Флоренс Салли Хорнер (англ. Florence Sally Horner; 18 апреля 1937, Камден, Нью-Джерси — 18 августа 1952) — девочка, похищенная в 1948 году серийным растлителем-педофилом Фрэнком Ласалем (Ла Саль, Ласель), который после этого стал выдавать себя окружающим за её отца. Более двадцати месяцев они находились вместе, сменив несколько адресов и штатов; на протяжении этого срока девочка подвергалась неоднократным изнасилованиям и запугиваниям. В марте 1950 года, после того как Салли решила признаться в истинном характере её отношений с «папой», в городе Сан-Хосе, штат Калифорния Ласаль был задержан полицией. Девочка вернулась в семью, а её похититель после шумного процесса приговорён к длительному заключению. В августе 1952 года Салли погибла в автокатастрофе во время столкновения автомобиля её парня с грузовиком, что опять привлекло внимание к её имени в масштабах страны.
Некоторые исследователи предполагают, что похищение, плен и многочисленные изнасилования Хорнер могли повлиять на образы заглавной героини и Гумберта Гумберта из романа «Лолита» Владимира Набокова, где эта история прямо упоминается. Кроме того, в тексте произведения набоковеды находят целый ряд отсылок к фактам из жизни Хорнер.

## Биография
Флоренс Хорнер (Салли — детское домашнее прозвище) родилась 18 апреля 1937 года в городе Камден (штат Нью-Джерси) в бедной семье, проживавшей в доме в удалённом от центра районе. Отец Рассел Хорнер повесился из-за проблем со здоровьем и последствиями алкоголизма, когда девочке было чуть менее шести лет. К тому времени он уже несколько лет был в разводе с матерью Салли — Эллой Кэтрин (девичья фамилия Гофф). Мать-одиночка работала допоздна, чтобы обеспечить семью, в которой росла ещё одна девочка — Сьюзен, рождённая вне брака от некоего Уильяма Ральфа Суэйни. Салли росла прилежным ребёнком, была отличницей, принимала участие в деятельности Юношеского клуба Красного Креста, помогала в местных больницах.
В марте 1948 года 10-летняя Хорнер попыталась украсть блокнот за пять центов в универмаге «Вулворт» (Woolworth’s). Эта кража должна была стать для неё «входным билетом» в эксклюзивный круг популярных, «крутых» одноклассниц, в который она отчаянно стремилась попасть. Фрэнк Ласаль, 50-летний автомеханик (уже несколько раз осуждённый за изнасилования и развратные действия в отношении несовершеннолетних девочек), вышедший несколько месяцев назад на свободу за изнасилование пяти девочек в возрасте от 12 до 14 лет, поймал её и сказал, что он агент ФБР. Перепуганной и расплакавшейся Салли он стал угрожать арестом и оглаской её «преступления», пригрозив отправить её в детскую исправительную колонию, если она не будет периодически встречаться с ним и отчитываться о своих действиях.

### Похищение

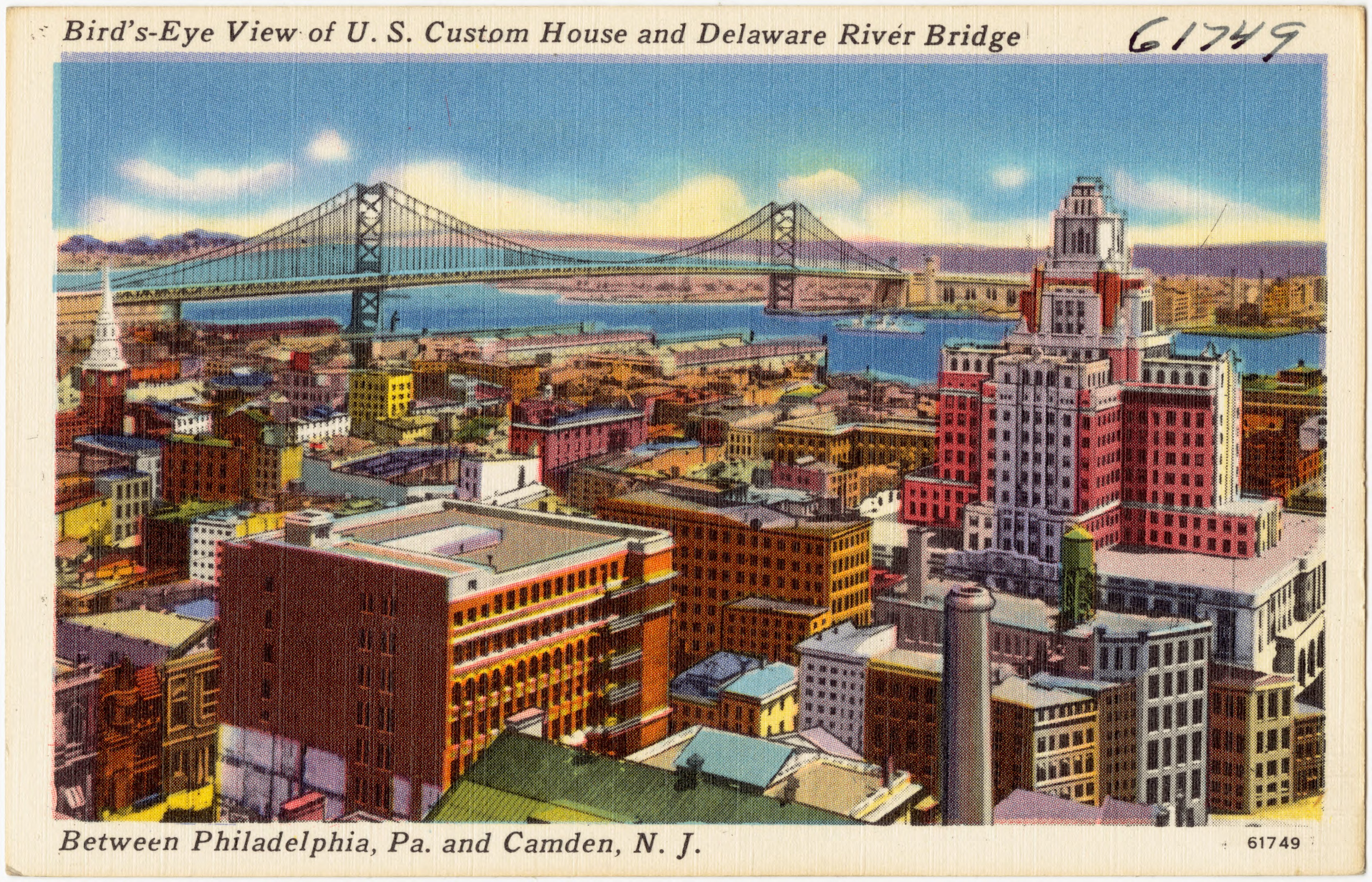
Даунтаун Камдена на открытке 1930-х годов

В середине июня 1948 года, в день когда школьников распустили на каникулы, Ласаль встретил Салли по дороге домой из школы. Он проинструктировал её рассказать матери, что он отец двух её школьных друзей, и её пригласили на семейный морской отдых в Атлантик-Сити. После этого мужчина позвонил Элле, представившись Фрэнком Уорнером, и сумел убедить её отправить дочь с ним. Подумав, Элла решила отпустить дочь с незнакомцем, так как сама не могла материально позволить отдых Салли. 14 июня 1948 года мать лично проводила девочку на автобус, следующий до Атлантик-Сити.
Мать некоторое время не понимала, что её дочь похитили. Салли неоднократно звонила и присылала письма, что у неё всё хорошо и она хочет ещё задержаться на отдыхе с «дядей Уорнером». 31 июля 1948 года Элла получила письмо, в котором Салли просила разрешения отправиться из Атлантик-Сити в Балтимор и обещала в конце недели вернуться в Камден. Элла поняла, что всё происходит не так как она думала, и дочь видимо находится с «дядей» против своей воли. После этого обеспокоенная мать обратилась в полицию. Детективы выяснили, что некий Уорнер с девочкой, выдаваемой им за свою дочь, находился в меблированной комнате по адресу Пасифик-авеню, дом 203, причём там они проживали одни. 5 августа 1948 года полиция восьми штатов приступила к поискам Салли и об истории её похищения узнала вся страна.
С августа 1948 по апрель 1949 года Ласаль скрывался вместе с девочкой в Балтиморе. Из последующих показаний Салли известно, что именно в этом городе он стал её регулярно насиловать. Ласаль записал её в католическую школу святой Анны. В этот период она была известна окружающим под именем Маделин Лапланте. В марте 1949 года Ласаль сказал Салли, что ФБР поручило ему новое дело в Далласе и им необходимо туда отправиться. Переехав туда девочка сменила имя на Флоренс Планетт, а вот под какой фамилией там был известен её похититель доподлинно неизвестно, хотя позже один из его сослуживцев заявил, что тот был известен как Лапланте. Если в Атлантик-Сити Ласаль представлялся как разведённый отец, то в Далласе говорил, что вдовец, самостоятельно воспитывающий дочку. Они жили в трейлере, «папа» работал механиком, а «дочку» он опять устроил в католическую школу, на этот раз в Академию Божией Матери доброго совета.
В феврале 1950 года Ласаль вместе с Салли переехали из Далласа в Сан-Хосе; в дороге они провели около недели. Они остановились в трейлерном парке «Эль Кортес Мотор Инн». Ещё перед отъездом из Далласа, Салли призналась школьной подруге, что у них с «отцом» существуют интимные отношения. 21 марта 1950 года Салли рассказала соседке Рут Джаниш, с семьёй которой была знакома ещё по Далласу, что Фрэнк не её отец, а похитил и удерживает её силой и при помощи угроз. Джаниш посоветовала ей позвонить домой. У матери был отключен телефон за неуплату и девочка связалась с мужем сестры, которая жила с ним во Флоренсе. После этого трубку взяла Сьюзен и сказала Салли, что вызывает полицию. В итоге информацию об этом получил шериф округа Санта-Клара Говард Хорбанкл, который отправил в трейлерный парк своих помощников; туда же отправились и сотрудники ФБР. Девочку передали в муниципальный центр для содержания под стражей несовершеннолетних правонарушителей, а сотрудники правоохранительных органов остались в парке, где устроили засаду. После обеда туда вернулся после поисков работы Фрэнк, где перед своим трейлером его задержали, после чего поместили в тюрьму Сан-Хосе.
Согласно обвинениям, выдвинутым против Ласаля, в период 21 месячного похищения он неоднократно насиловал Салли. При аресте 22 марта 1950 года в Сан-Хосе Ласаль заявил, что он отец Флоренс. Однако власти Нью-Джерси подтвердили, что отец Хорнер умер семь лет назад. После скандального процесса Ласаль был осуждён и приговорён от 30 до 35 лет в соответствии с законом Манна, направленным на борьбу с проституцией («белое рабство»), безнравственностью и торговлей людьми.

### Смерть
После возвращения в родные места, лето 1950 года Салли провела в семье Сьюзен во Флоренсе. После возвращения она пошла в школу Берроу, которую окончила в июне 1952 года с отличием, несмотря на то, что некоторые сверстники называли её «шлюхой». У неё появилась близкая подруга Кэрол Тейлор, с которой она проводила много времени, в том числе отправляясь на отдых на атлантическое побережье. Летом 1952 года на пляже в Вайлдвуде Салли познакомилась с двадцатилетним Эдвардом Джоном Бейкером, с которым начала встречаться. 18 августа 1952 года Салли и Эдвард ехали на его машине из Вайлдвуда в Вайнлейнд, где он жил. Не доезжая до Вайлдвуда они попали в аварию: автомобиль Бейкера врезался в припаркованный на обочине грузовик, врезавшийся незадолго перед этим в другой. Салли погибла на месте происшествия; её лицо было настолько изуродовано, что муж Сьюзен опознал жертву только по шраму на ноге.
О её смерти в масштабах страны сообщило агентство Ассошиэйтед Пресс 20 августа 1952 года. На основе этой информации Владимир Набоков, работавший в то время над романом «Лолита», сделал запись в своей рабочей карточке: «Вудбайн, Нью-Джерси. — Салли Хорнер, пятнадцатилетняя девочка из Кэмдена, штат Нью-Джерси, которая несколько лет назад провела 21 месяц в плену у [мужчины средних лет, совершившего преступление против нравственности], погибла в автомобильной аварии на шоссе в ночь на понедельник. <…> В 1948 году Салли исчезла из своего дома в Кэмдене, и о ней ничего не было известно вплоть до 1950-го года, когда она поведала жуткую историю о том, как 21 месяц провела в роли [провезённой через всю страну рабыни] пятидесятидвухлетнего Фрэнка Ласаля».

## Культурное влияние

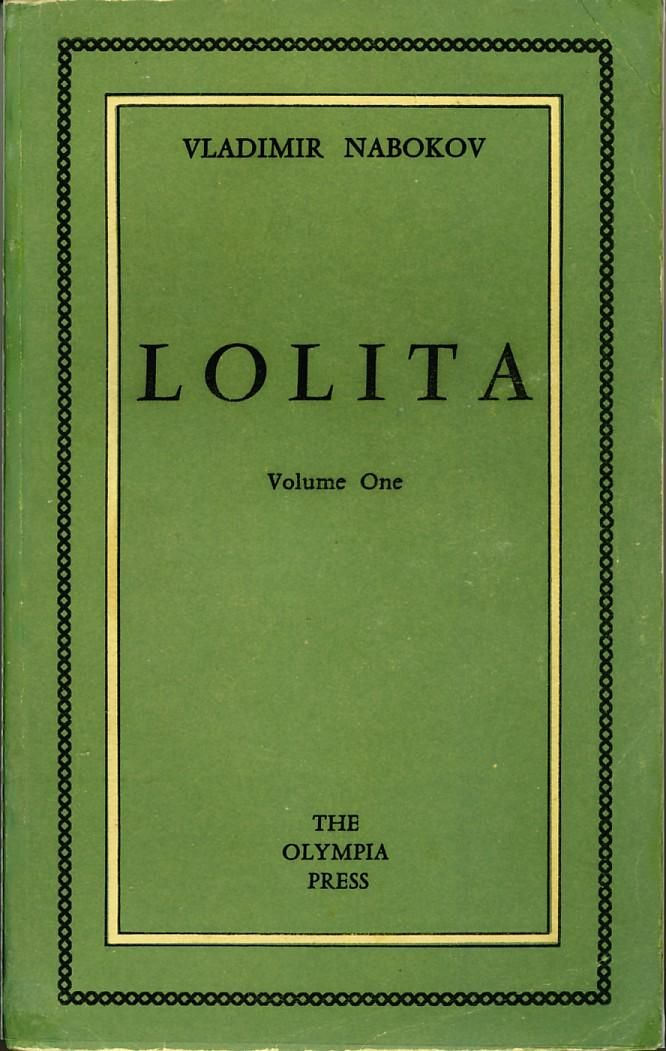
Обложка первого издания романа Владимира Набокова «Лолита»

Набоков прямо упоминает случай Хорнер в романе «Лолита» (часть II, глава 33): «Я узнал в ней миссис Чатфильд. Она напала на меня с приторной улыбкой, вся горя злобным любопытством (не проделал ли я, например, с Долли того, что Франк Ласелль, пятидесятилетний механик, проделал с одиннадцатилетней Салли Горнер в 1948-м году)». Биограф писателя Брайан Бойд в своей авторитетной работе «Владимир Набоков: американские годы» (Vladimir Nabokov: The American Years; 1991) останавливался на скрупулёзном характере изучения Набоковым реалий США и многочисленных деталей из сферы детства тех лет. Среди прочего, по наблюдению Бойда, писатель «отмечал газетные сообщения о несчастных случаях, половых извращениях и убийствах: „растлитель среднего возраста“, который похитил пятнадцатилетнюю Салли Хорнер из Нью-Джерси и держал её двадцать один месяц в качестве „вездеходной рабыни“, пока её не нашли в мотеле в Южной Калифорнии…»
Критик Александр Долинин в 2005 году предположил, что Фрэнк Ласаль и Салли Хорнер были реальными прототипами Гумберта Гумберта и Долорес Гейз (Лолиты) Набокова, а их история стала одним из источников книги. В книге Сары Вайнман «Настоящая Лолита» также утверждается, что судьба Хорнер вдохновила писателя на создание своего самого известного романа. Хотя Набоков уже использовал ту же основную идею — растлитель и его жертва заказывают гостиницу, как отец и дочь — в его неопубликованном при жизни рассказе (повести) 1939 года «Волшебник» (сюжетная основа первой части романа). Возможно, что автор обратил на подробности дела Хорнер в криминальной хронике, которую, по утверждению жены Веры, регулярно читал. Английский перевод «Волшебника» был опубликован в 1985 году под названием «The Enchanter». Кроме того, обращалось внимание, что писатель уже затрагивал вопросы влечения к малолетним девочкам в более ранних произведениях (рассказ «Сказка», стихотворение «Лилит»).
Набоковед Роберт Роупер предположил, что реальный случай с похищением, стал не только основой для второй части книги Набокова, но и подтолкнул его к возобновлению работы с новыми силами: «История Салли стала переломной в судьбе книги. Он уже был готов и вовсе забросить свой проект, когда в марте 1950 газеты стали пестреть сообщениями о её судьбе. Жизнь как будто подкинула ему основание и матрицу для продолжения своего дерзкого секс-романа. Он немало почерпнул из этой истории». Долинин предположил, что в тексте второй части романа содержится множество отсылок к похищению Салли: «Последовательность событий, некоторые черты внешности Салли и Ласаля, маршрут их поездки по Америке, психологические мотивировки событий…»
По оценке Долинина, факты из жизни девочки помогают лучше понять замысел писателя, разрушить у читателя тот положительный образ, так искусно формируемый Гумбертом Гумбертом, на самом деле представляющий собой пример ненадёжного повествователя. Литературовед предположил, что факты из жизни реальной девочки, можно отнести к выражению из романа «Дар» — «пронзительная жалость». «Обманутая, поруганная, превращённая в „сексуальную рабыню“, лишённая детства Салли должна была вызвать у него подобную жалость, и он подверг её жизнь, оказавшуюся столь несчастной и столь короткой, „алхимической перегонке“ в своём романе. В некотором смысле Набокову удалось вызволить Салли из небытия, а она в свою очередь помогает нам распознать в велеречивом и начитанном рассказчике второго Ласаля», — конкретизировал свою мысль Долинин.